# Grande Prêmio do Barém de 2011
O Grande Prêmio do Barém de 2011 seria a primeira corrida da temporada de 2011 da Fórmula 1. Após reclamações em 2010, foi anunciado que o traçado voltaria ao seu trajeto original em 2011.
Em 21 de fevereiro, o Grande Prêmio do Barém, agendado para ocorrer no dia 13 de março, foi cancelado devido as protestos contra o governo que ocorrem no país a corrida retornou em 2012.